# Cantón de Aubenas
El cantón de Aubenas era una división administrativa francesa, que estaba situada en el departamento de Ardecha y la región de Ródano-Alpes.

## Composición
El cantón estaba formado por nueve comunas:
- Ailhon
- Aubenas
- Fons
- Lachapelle-sous-Aubenas
- Lentillères
- Mercuer
- Saint-Didier-sous-Aubenas
- Saint-Étienne-de-Fontbellon
- Saint-Sernin

## Supresión del cantón de Aubenas
En aplicación del Decreto nº 2014-148 de 13 de febrero de 2014, el cantón de Aubenas fue suprimido el 22 de marzo de 2015 y sus 9 comunas pasaron a formar parte; ocho del nuevo cantón de Aubenas-2 y la comuna de Aubenas que fue repartida entre sus dos nuevos cantones de Aubenas-1 y Aubenas-2.